# Jobellisia
Jobellisia M.E. Barr è un genere di funghi ascomiceti appartenenti alla famiglia Jobellisiaceae Réblová. Comprende specie saprofite su legno in ambienti terrestri ed acquatici, presenti nelle regioni tropicali o temperate dell'emisfero settentrionale. La specie tipo è J. luteola (Ellis & Everh.) M.E. Barr. Lo stato asessuale di Jobellisia non è noto.

## Descrizione
Il genere comprende funghi che producono ascomi periteciali, globosi, subglobosi, obpiriformi o lageniformi, di colore bruno o giallastro, lisci o leggermente rugosi, con papilla più o meno corta o con collo lungo e diritto, superficiali o con la parte basale immersa nel substrato di crescita; le spore, di colore variabile da bruno a bruno rossastro oppure bruno verdastro, sono 1-settate, con pigmento scuro al setto e poro germinativo ad una o entrambe le estremità. Gli aschi presentano uno stretto anello rifrangente all'apice, carattere che ha suggerito in passato una affinità con le Annulatascaceae S.W. Wong, K.D. Hyde & E.B.G. Jones.

## Specie descritte
In letteratura sono ascritte al genere nove entità. L'autrice del genere ha introdotto due specie, J. nicaraguensis (Ellis & Everh.) M.E. Barr e J. rhynchostoma (Höhn.) M.E. Barr., prive di setto con pigmenti scuri. La prima è nota soltanto per il typus, raccolto nel 1893 e in pessime condizioni di conservazione. La seconda è stata riferita, su base morfologica e filogenetica, al genere Bellojisia Réblová. La specie tipo è stata sequenziata. 
Jobellisia barrii Huhndorf, Lodge & F.A. Fernández;
Jobellisia fraterna Huhndorf, Lodge & F.A. Fernández;
Jobellisia guangdongensis F. Liu & L. Cai;
Jobellisia luteola (Ellis & Everh.) M.E. Barr;
Jobellisia nicaraguensis (Ellis & Everh.) M.E. Barr [da ricercare e verificare];
Jobellisia peckii (Howe) Unter. & Réblová;
Jobellisia rhynchostoma (Höhn.) M.E. Barr [Nome corrente: Bellojisia rhynchostoma (Höhn.) Réblová];
Jobellisia saliciluticola P. Leroy;
Jobellisia viridifusca C.K.M. Tsui & K.D. Hyde.